# Brenthis depurpurata
Brenthis depurpurata är en fjärilsart som beskrevs av Barend J. Lempke 1956. Brenthis depurpurata ingår i släktet Brenthis och familjen praktfjärilar. Inga underarter finns listade i Catalogue of Life.